# 送り状
送り状（英語: invoice、インボイス）は、貿易取引において、船荷証券と並ぶ最重要書類の一つ。
通常、単に「送り状」、「invoice」と言った場合は、商業送り状（commercial invoice）を指すことが多いが、他にもいくつかの種類が存在する。

## インボイス/Invoice
豚肉、牛肉などの産地を証明する為、農林水産省や税関に提出を義務付けられている売買契約書の写し。日本での意味は業種・企業・団体・業界で異なるが、なんらかの物品やソフトウェアの購入につき、産地や、購入元が権利を持った企業であることを証明する書類、そのコピーのこと。自由販売証明書の必要書類。

## コマーシャルインボイス/Commercial Invoice
輸出貨物の品名・価格（単価と総額とその建値）・数量・買主等が記載された商用送り状。明細書（厳密にはパッキング・リストや検量リスト等も揃わなければ明細書とは言い切れない）と請求書を兼ねる書類。基準以上に高額な贈与品物や無償提供の商品見本、本邦外地間の本支店間もしくは支支店間での物資の無償提供など、金銭その他による決済を伴わない貨物（NO COMMERCIAL VALUE）の輸出入にも通関に際しても、本邦外地の各税関によってはコマーシャル・インボイスという用語にてその提出や貨物への添付が要求されるので、カスタムズ・インボイスを兼ねる。

## プロフォーマインボイス/Proforma Invoice
売買契約前、または売買契約の見積書。見積書なので、通関で使用したり、商工会議所の公的な証明（査証）を受けることは出来ない。
国内に終始する取引や貿易での取引においての一般的な商取引では、買い手から 照会（見積依頼） - 売り手から見積書 - 買い手から注文書（または、注文意向書Order of intent） - 売り手から注文請書 - 売り手から「商業送り状」と商品発送の手順や流れとなるが、「Proforma Invoice」はこれらの手順の中の売り手が発行する「注文請書」に相当し、出荷に関する見積の内容と言えるが実態は商品の明細とその価格、出荷先、請求先、海上/航空輸送、運賃、梱包条件、FOB/CIFなど詳細の確約事項を記載し明示するもので、「Order Acknowledgement」とも言える。
英語では、しばしば通関の目的に使用されるとも書かれているが、Proforma Invoice（プロフォーマ・インボイス）をこの様な目的に使うことは日本発の輸出における通関ではまず見られないが、日本着の輸入における通関では、コマーシャル・インボイスの後日提出が前提となる。

## シッピングインボイス/Shipping Invoice
出荷案内を兼ねた積荷の代金請求書。ただし、用語そのものとしては、請求書の色合いはプロフォーマ・インボイスよりは濃くなるか同程度（いわゆる納品書）で、インボイス（INVOICE）やコマーシャル・インボイス（COMMERCIAL INVOICE）よりも遥かに薄まる。そのため、取引相手によっては単なる出荷案内通知かせいぜい通関用書類程度にしか受け取らないので、決済用書類と理解すると危険である。L/C決済時には、買取書類でインボイスの代わりにシッピング・インボイスを入れておくと買い取り拒否に遭うので、決済用としてはインボイス（INVOICE）を用いるほうが安全といえる。

## カスタムズ インボイス/Customs Invoice
輸出通関時に使用する、税関用のインボイス。

## 領事送り状/Consular Invoice
英語のConsular Invoiceの訳語。輸出国において発行される書類。輸入国の税関で関税を賦課する為の資料や輸入品についての原産地・商品分類・数量等の統計資料になるもの。輸出国で輸出者が作成した、特定のフォームあるいは通常のコマーシャル・インボイスCommercial Invoiceに、輸出国に駐在する輸入国の領事が査証するもの。輸入国で通関する際に要求されることがある。このインボイスは輸入国側に立ち信頼に値する者（領事）が、商品や価格など含めた正当な貿易（取引）であることを輸入国および輸入者に証明する意味を持つ。